# Tityus apozonalli
Tityus apozonalli ist eine ausgestorbene Skorpionart  aus der Familie der Buthidae. Sie wurde als Fossil in einem Bernstein aus Mittelamerika entdeckt. Die Art ist eine von zweien, die in mexikanischem Bernstein nachgewiesen wurde. Weitere Arten wurden in anderen mittelamerikanischen Lagerstätten entdeckt.

## Taxonomie
Tityus apozonalli wurde anhand eines einzelnen Fossils beschrieben, welches als Inkluse in einem transparenten Stück mexikanischen Bernsteins erhalten ist. Zum Zeitpunkt der Beschreibung gehörte das Fossil zur Sammlung des Museo del Ámbar de Chiapas in San Cristóbal de las Casas, Simojovel. Der Holotyp ist ein vollständiges erwachsenes Männchen, dass in der Guadalupe Victoria-Lagerstätte, im Municipio Simojovel, Chiapas, entdeckt wurde. Der Bernstein stammt aus dem Neogen mit einem Alter zwischen 23 Mio. und 15 Mio. Jahren. Die Guadalupe Victoria-Lagerstätte gehört zu verschiedenen geologischen Formationen, der Aufschluss, der das Skorpionsfossil lieferte, zur oberen La Quinta-Formation (Aquitanium). Die Ablagerungen stammen aus einem Flusslauf in Küstennähe. Sie spiegeln ein Mangroven-Ökosystem wider.
Der Holotyp wurde von einem Forscherteam um Francisco Riquelme von der Universidad Autónoma del Estado de Morelos untersucht und 2015 in der Fachzeitschrift PLoS ONE veröffentlicht.

### Namensgebung
Der Artname wurde vom Nahuatl-Wort „apozonalli“, dem Aztekischen Wort für Bernstein (dt. Meeresblase, Meeresschaum) abgeleitet.
T. apozonalli ist eine von zwei Tityus-Arten, die man in Mexiko gefunden hat. Die zweite heißt Tityus knodeli. Darüber hinaus wurden drei weitere Arten im Dominikanischen Bernstein beschrieben: Tityus azari, Tityus geratus und Tityus hartkorni.

## Merkmale
T. apozonalli ist von rotbräunlicher Farbe. Der Pedipalpus und die Beine haben einen fahlgelben Ton. Der Körper ist 17,8 mm lang, das Metasoma 9,3 mm. Er hat mehrere Augen am Augenhöcker. Zwei kleinere Ocelli sitzen seitlich am Mittelhöcker. Die Cheliceren sind 1,1 mm lang. Sie tragen Reihen von Zähnchen, die in Reihen entlang der Kiefer stehen und vereinzelte Macrosetae auf den Unterseiten. die vergrößerten Pedipalpen haben erhabene Kämme entlang Femur, Patella und der Zangen. Trichobothria sind vorhanden, lassen sich aber aufgrund der Konservierung schwer beschreiben. Sowohl die Festen, als auch die beweglichen Teile der Zangen weisen reihen von Zähnchen in etwas dunklerer Färbung auf. Die Unterseite des Mesosoma zeigt deutlich die paarweisen Pecten mit jeweils neunundzwanzig Zähnen. Auf der Rückseite des Mesosoma sind die männlichen Genitalien ansatzweise sichtbar im subtriangularen Operculum. Das Telson trägt sowohl einen großen Giftstachel als auch ein kleineres subaculeares Tuberkel.